# Монте Руа (Падова)
Монте Руа је насеље у Италији у округу Падова, региону Венето.
Према процени из 2011. у насељу је живело 7 становника. Насеље се налази на надморској висини од 407 м.